# Franz Kröner
Franz Kröner (* 12. Dezember 1889 in Schönwald, Nordmähren; † 24. April 1958 in Zürich) war ein österreichischer Philosoph. Als ein zu Lebzeiten wenig bekannter „Philosophiehistoriker mit systematischer Absicht“ begründete er die Systematologie.

## Leben
Der Sohn eines Schönwalder Oberlehrers und Organisten besuchte das Gymnasium in Friedeck und wohnte in einem katholischen Ordensheim. Er studierte von 1908 bis 1914 und von 1919 bis 1922 zunächst Mathematik und dann Physik an der Universität Wien, unterbrochen vom Einsatz beim Landsturm im Ersten Weltkrieg von 1916 bis 1918. Anschließend folgte die Ausdehnung des Studiums auf weitere Naturwissenschaften (Astronomie, biologische Evolutionstheorie und Hirnphysiologie) und die Philosophie. Hierbei befasste er sich insbesondere mit den großen philosophischen Systemen und Problemen der Erkenntnistheorie. 1922 promovierte er bei Robert Reininger mit der Dissertation Über Transzendenz und Irrationalität. Anschließend war er als Hauslehrer bei einer österreichischen Adelsfamilie tätig.
1929 heiratete er Ottilie Mayr. Im selben Jahr trat Kröner durch sein im Meiner-Verlag erschienenes Hauptwerk Die Anarchie der philosophischen Systeme hervor. Mit der philosophisch-logischen Untersuchung der systematischen wechselseitigen Beziehungen der philosophischen Systeme untereinander setzte er darin zur Begründung einer besonderen philosophischen Hilfsdisziplin an, die er Systematologie nennt. Ein 1930 erfolgter Versuch der Habilitation in Wien scheiterte. Zum 1. Mai 1933 trat Kröner, der auch förderndes Mitglied der SS war, der NSDAP bei (Mitgliedsnummer 1.622.824). Ab 1935 lebte er in München, wo er durch ein Stipendium der Notgemeinschaft der deutschen Wissenschaft finanziert wurde.
1939 habilitierte Kröner sich in München mit dem Versuch einer Logik der Philosophie. Die Schrift vertrat den Anspruch, Webers These der Wertfreiheit der Wissenschaften zu widerlegen und wurde von den damaligen Kommissions-Mitgliedern (Kurt Schilling, Robert Spindler, Hans Grunsky, Fritz-Joachim von Rintelen, Oswald Kroh und Karl Alexander von Müller) in erster Linie weltanschaulich und als Beitrag im Kampf gegen den Neopositivismus rezipiert; insbesondere Grunsky und Kroh äußerten im Laufe des Verfahrens ideologische Kritik, die im Grunde Kröner seine eigenen Positionen aus Die Anarchie der philosophischen Systeme und eine nicht weit genug gehende, auch politische Abgrenzung zu den Neopositivisten vorwarf. 1940 ernannte ihn das Reichserziehungsministerium zum Dozenten neuer Ordnung; in dieser Eigenschaft lehrte er in Graz bis 1945.
Nach dem Krieg war er zunächst Pädagogischer Leiter der Grazer Volkshochschule. Im Herbst 1951 kam Kröner auf Vermittlung von Gert Heinz Müller als Dozent für Philosophie der Wissenschaften zu Ferdinand Gonseth an die ETH Zürich. 1955 erhielt er einen Forschungskredit des Schweizerischen Nationalfonds für Untersuchungen über die wechselseitigen Beziehungen von Philosophie und Physik. Doch Kröner verstarb, noch bevor er dieses Projekt abschließen konnte.
Trotz seiner Kritik an Ideen des Wiener Kreises, wie sie von Ernst Mach entwickelt und von Rudolf Carnap vertreten wurden, stand Kröner in regem Austausch mit Vertretern des logischen Empirismus und des Neopositivismus, vor allem mit Heinrich Gomperz.